# سوني رولينز
سوني رولينز (بالإنجليزية: Sonny Rollins)‏ هو قائد فرقة ‏ وملحن وعازف جاز أمريكي، ولد في 7 سبتمبر 1930 في هارلم في الولايات المتحدة.

## وصلات خارجية
- الموقع الرسمي
- سوني رولينز على موقع IMDb (الإنجليزية)
- سوني رولينز على موقع الموسوعة البريطانية (الإنجليزية)
- سوني رولينز على موقع مونزينجر (الألمانية)
- سوني رولينز على موقع ميوزك برينز (الإنجليزية)
- سوني رولينز على موقع إن إن دي بي (الإنجليزية)
- سوني رولينز على موقع أول ميوزيك (الإنجليزية)
- سوني رولينز على موقع ديسكوغز (الإنجليزية)
- سوني رولينز على موقع قاعدة بيانات الفيلم (الإنجليزية)